# Distretto di Ramban
Il distretto di Ramban è un distretto del Jammu e Kashmir, in India, di 5 443 abitanti. È situato nella divisione del Jammu e il suo capoluogo è Ramban.